# Dreros

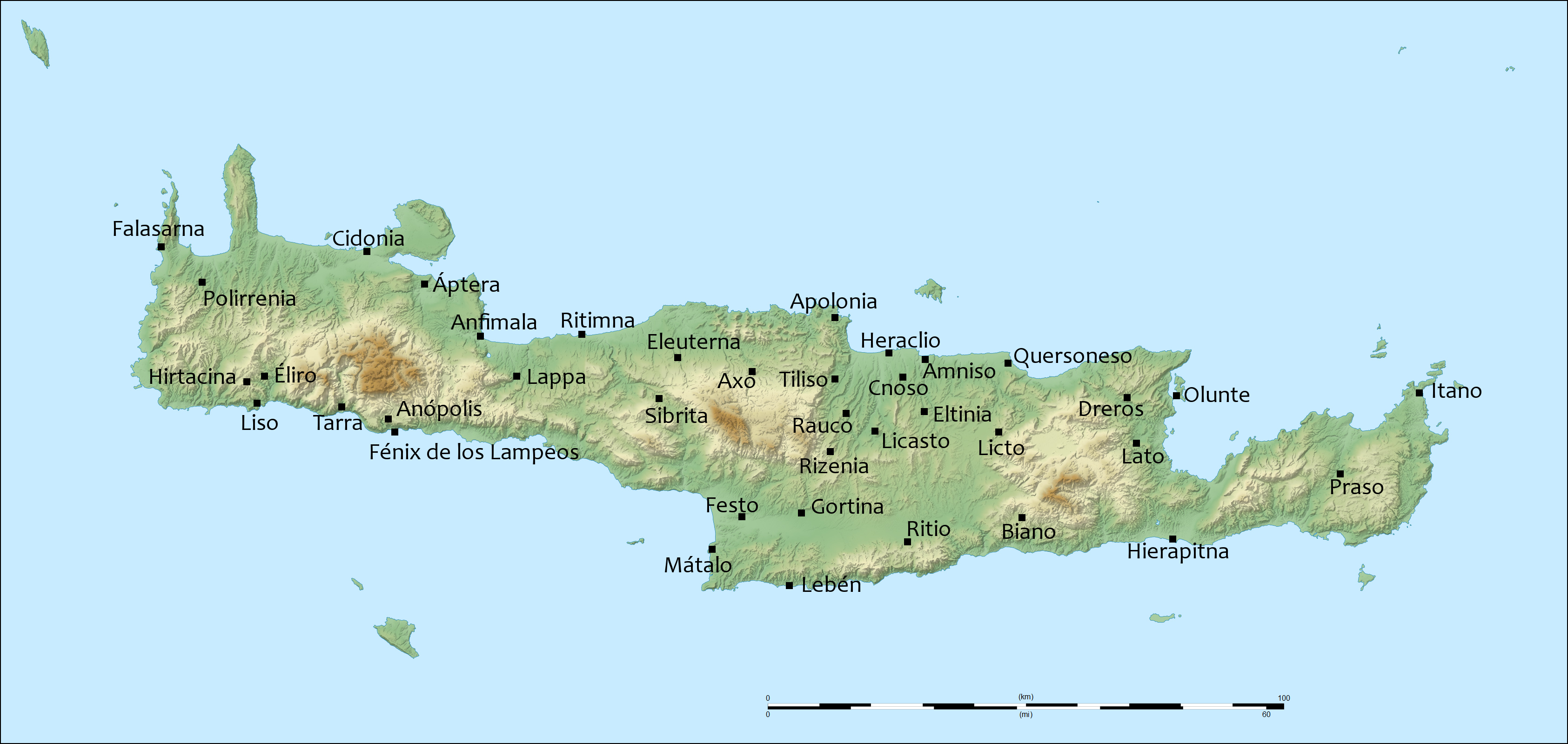
Mapa de Creta amb la ubicació d'algunes de les principals ciutats del període clàssic i hel·lenístic, on figura Dreros, a la zona septentrional de l'illa

Dreros era una ciutat del nord-est de l'illa grega de Creta, i va existir des del període geomètric (segles ix i viii aC) fins a l'època romana d'Orient. Ara és un jaciment arqueològic en la prefectura de Lassithi, a l'est de Malia, al nord-est de Neàpoli i al nord-oest d'Àgios Nikólaos, la capital de la prefectura. L'assentament s'estén sobre dos petits cims –est i oest– del pujol de San Antonio (una extensió sud del mont Kadiston).
A Dreros s'excavà un dels temples grecs més primerencs que es coneixen, del segle viii aC, consagrat a Apol·lo Delfini. Entre les restes es van trobar tres estatuetes de culte d'Apol·lo, Àrtemis i Leto (ca. finals del VIII ae o ca. 650 ae), elaborades en fusta recoberta amb làmines de bronze, usant la tècnica del sphyrelaton. En una cisterna hel·lenística adjacent al temple es trobà una inscripció del segle vii aC, que representa l'exemple més antic de legislació grega que s'ha trobat.

## Història
Es coneix molt poc sobre la història de Dreros. Al lloc va existir prèviament un assentament subminoic, al qual pertanyia una necròpoli situada al costat nord del turó. La ciutat de Dreros, la fundaren colons doris en el període geomètric (segles ix i viii aC), i va viure l'època de més prosperitat als s. VIII al VI ae. En el període hel·lenístic, durant els segles iii i II ae, la ciutat mantenia estretes relacions amb Cnossos, primer com a aliada en la lluita contra Lictos i després passant a dependre'n. Dreros perdé importància al s. II ae, encara que continuà dempeus fins a l'època romana d'Orient.
El 1917 Stéfanos Xanthudidis hi dugué a terme les primeres excavacions arqueològiques. L'Escola Francesa d'Atenes començà a excavar a Dreros al 1932, amb Pierre Demargne a càrrec dels treballs, que es reprendrien al 1936. El 1935 el temple d'Apol·lo fou excavat per l'arqueòleg grec Spirídon Marinatos, que hi trobà estatuetes de culte d'Apol·lo, Àrtemis i Leto.

## Descripció del lloc

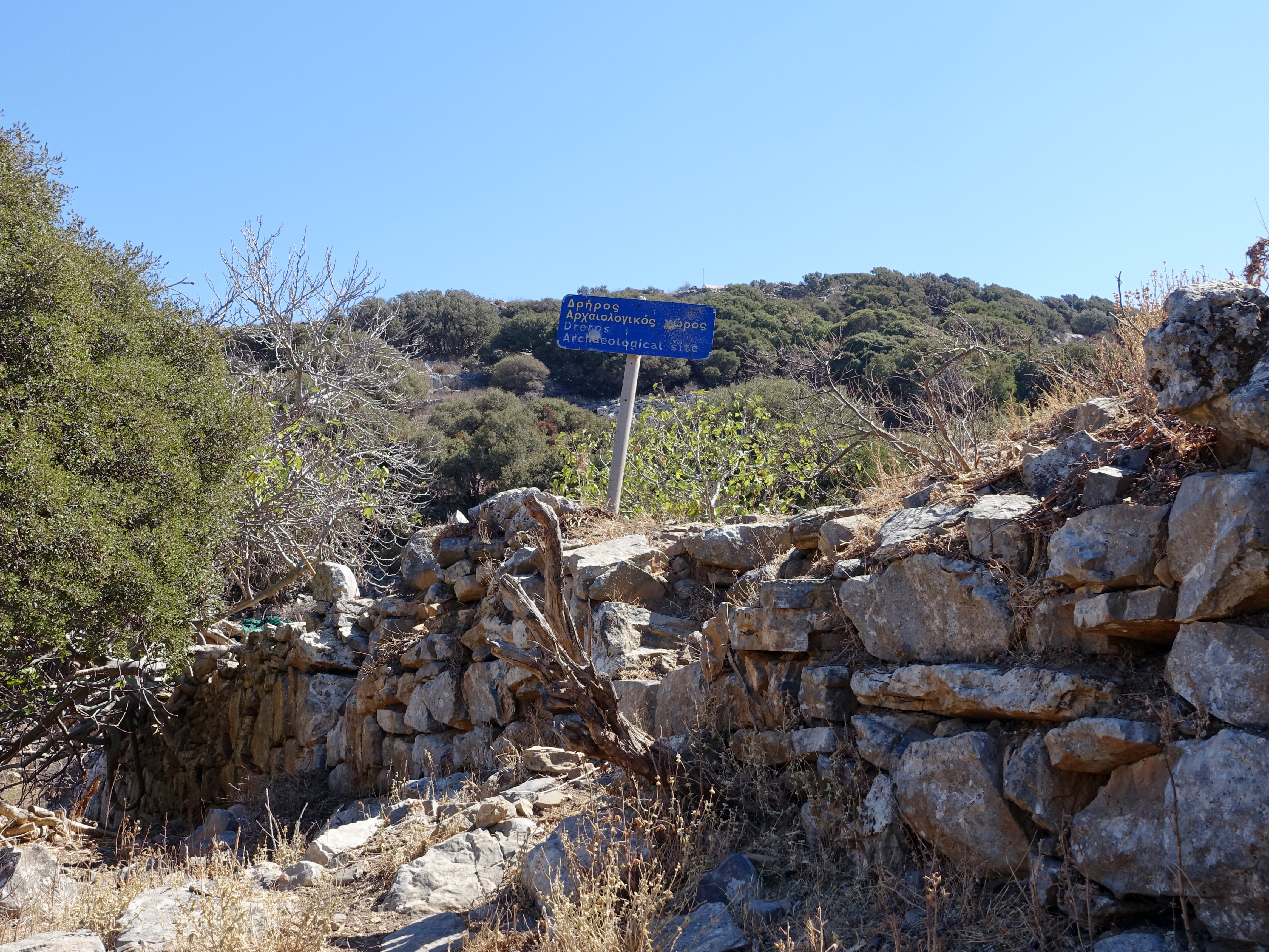
Ruïnes del jaciment arqueològic de Dreros

El centre de Dreros i la seua àgora arcaica es troben a la zona plana, en la depressió entre els dos petits cims (a est i oest) del pujol de San Antonio, on se situen sengles acròpolis. S'hi han trobat rastres de les muralles de la ciutat.

### Temple d'Apol·lo Delfini
A la cantonada sud-oest de l'àgora, al vessant del pujol, es troben les restes del temple d'Apol·lo Delfini. Construït cap al 750 ae, és un dels temples grecs més primerencs que es coneixen. L'edifici consistia en una naos (espai interior que alberga l'estàtua de culte) amb una eschara rectangular al centre (una llar ritual o altar baix, arran de terra), a més de dues columnes. Aquesta disposició indica que els sacrificis es feien dins del temple, característica que es repeteix en altres temples cretencs d'arquitectura semblant, com els trobats a Priniàs i Gortina. Un plànol i reconstruccions del temple de Dreros apareixen en Geometric Greece (1977) de John Nicolas Coldstream.
El 1935 l'arqueòleg grec Spirídon Marinatos excavà el temple d'Apol·lo i en trobà la caixa on guardaven les banyes dels animals sacrificats, així com les estatuetes de culte de la tríade apolínia: Apol·lo, Àrtemis i Leto.

### Estatuetes d'Apol·lo, Àrtemis i Leto
Les estatuetes de culte de la tríade apolínia (Apol·lo, Àrtemis i Leto) aparegueren en les ruïnes del temple d'Apol·lo al 1935 durant els treballs dirigits per l'arqueòleg grec Spirídon Marinatos. Eren d'estil orientalitzant primerenc, de finals del VIII ae (o bé cap al 650 ae), fetes amb la tècnica del sphyrelaton: martellejant làmines de bronze sobre un moll de fusta que els donava forma. La figura d'Apol·lo té 80 cm, i té els pectorals molt marcats. Les d'Àrtemis i Leto, de 40 cm (o bé 40 i 45 cm), tenen cossos i vestits d'estil geomètric que anticipen l'estil dedàlic. Ara es troben al Museu Arqueològic de Càndia, a la vitrina 20 de la sala 19. Hi ha fotos de l'estatueta d'Apol·lo en Greek sculpture (1991) de John Boardman.

### Inscripció arcaica: llei de Dreros
A l'est del temple d'Apol·lo hi ha una cisterna hel·lenística dels s. III i II ae. A dins aparegueren blocs amb una inscripció arcaica del s. VII ae (cap al 650 ae), que devien ser als murs del temple. Aquesta inscripció representa l'exemple més antic de legislació grega que s'ha trobat. El text conservat limitava la durada en el càrrec de la principal magistratura civil de la ciutat.